# Temelín
Temelín település Csehországban, a České Budějovice-i járásban. Temelín Protivín, Všemyslice, Žimutice, Týn nad Vltavou, Olešník, Hluboká nad Vltavou és Dříteň településekkel határos. Lakosainak száma 896 fő (2024. január 1.).

## Népesség
A település lakosságának változását az alábbi diagram mutatja:
| Lakosok száma | 2920 | 2823 | 2741 | 2031 | 1546 | 714  | 869  | 845  | 857  | 896  |
|               | 1869 | 1890 | 1921 | 1950 | 1980 | 2001 | 2017 | 2019 | 2022 | 2024 |